# ガブリエル (歌手)
ガブリエル（英: Gabrielle、1969年7月19日 - ）は、イギリス・イングランドのロンドン出身の女性ポップ・シンガーである。

## 来歴
1993年、シングル「ドリームズ」(Dreams)でデビュー。当曲は大ヒットし、全英シングルチャート1位を記録した。当時、日本で深夜に放送されていた音楽番組『BEAT UK』(フジテレビ)でもUKシングルチャートNo.1を獲得。
この時代の主な代表曲としては、「ゴーイング・ノーウェア」(Going Nowhere)、「リトル・モア・タイム」、「ウォーク・オン・バイ」(Walk On By)（バート・バカラック/ディオンヌ・ワーウィックのカバー）、「イフ・ユー・エヴァー」（イースト17とのデュエット）がある。
1996年、ガブリエルの元恋人（息子の父親）が殺人罪で投獄された際にタブロイド紙で大騒ぎとなり、しばらくガブリエルは休養した。復帰後の2000年、ボブ・ディランの「天国への扉」をサンプリングで使用した「ライズ」(Rise)が大ヒットし、自身2曲目となる全英シングルチャート1位を記録した。また、同名のアルバムについても、全英アルバムチャートで1位を記録する大ヒットとなった。
2001年に発表された「アウト・オブ・リーチ」（映画『ブリジット・ジョーンズの日記』の挿入歌）は全英シングルチャート4位に終わったものの、ガブリエルの代表曲として知られている。同年に発売された『ドリームズ・キャン・カム・トゥルー〜グレイテスト・ヒッツVol.1』は、2001年にイギリスで5番目に売れたアルバムとなった。
2007年にポール・ウェラーの「ワイルド・ウッド」をサンプリングで使用した「Why」を含むアルバム『Always』を発表した。

## ディスコグラフィ

### スタジオ・アルバム
- 『ファインド・ユア・ウェイ』 - Find Your Way (1993年)
- 『ガブリエル』 - Gabrielle (1996年)
- 『ライズ』 - Rise (1999年)
- Play to Win (2004年)
- Always (2007年)
- Under My Skin (2018年)
- Do It Again (2021年)

### コンピレーション・アルバム
- Rise Underground (2000年)
- 『ドリームズ・キャン・カム・トゥルー〜グレイテスト・ヒッツVol.1』 - Dreams Can Come True, Greatest Hits Vol. 1 (2001年)
- Now and Always: 20 Years of Dreaming (2013年)
- Dreams: The Best Of (2016年)

### シングル
- 「ドリームズ」 - "Dreams" (1993年)
- "Going Nowhere" (1993年)
- 「アイ・ウィッシュ」 - "I Wish" (1993年)
- "Because of You" (1994年)
- 「リトル・モア・タイム」 - "Give Me a Little More Time" (1996年)
- "Forget About the World" (1996年)
- "If You Really Cared" (1996年)
- 「イフ・ユー・エヴァー」 - "If You Ever" (1996年) ※デュエット with イースト17
- "Walk On By" (1997年)
- "Sunshine" (1999年)
- "Rise" (2000年)
- "When a Woman" (2000年)
- "Should I Stay" (2000年)
- 「アウト・オブ・リーチ」 - "Out of Reach" (2001年)
- "Don't Need the Sun to Shine (To Make Me Smile)" (2001年)
- "Stay the Same" (2004年)
- "Ten Years Time" (2004年)
- "Why" (2007年) ※ポール・ウェラーをサンプリング
- "Every Little Teardrop" (2007年)
- "Say Goodbye" (2013年)
- "Show Me" (2018年)
- "Shine" (2018年)
- "Under My Skin" (2018年)
- "This Christmas" (2018年)
- "Every Step" (2019年)
- "Stop Right Now" (2021年)
- "Can't Hurry Love" (2021年)